# Frideswide Strelley
Frideswide Strelley, död 1565, var en engelsk hovfunktionär. 
Frideswide Strelley var dotter till godsägaren John Knight of Spaldington i South Duffield i Hemingbrough, och Isabella Langholme. 
Hon var hovdam åt Maria I 1536–1558. Det är möjligt att hon var hovfröken hos Katarina av Aragonien innan hon anställdes hos Maria, men det är inte bekräftat. Hos Maria anställdes hon först som Chamberer (kammarjungfru), men befordrades sedan till gentlewoman (hovdam). Hon gifte sig 1548 med Robert Strelley och blev därefter känd som Mistress Strelley. 
Frideswide Strelley deltog i kröningen av Maria I 30 september 1553 klädd i silver- och guldtyg. 
Hon nämns 1553 tillsammans med Susan Clarencieux och Jane Russell som Marias favorithovdamer av den kejserliga ambassadören, som ansåg att gåvor borde sändas till dem eftersom de hade inflytande nog att påverka Maria att tacka ja till ett spanskt äktenskap. 
Det är inte känt hur gammal Strelley är: det har spekulerats huruvida hon var en av de "gamla kvinnor" vid hovet som ofta anges ha omgivit drottning Maria, men hon kan i själva verket ha varit både jämnårig eller yngre än Maria.
Hon uppges ha varit den som slutligen övertygade Maria om att hennes skengraviditet inte var verklig, för till skillnad från Susan Clarencieux dolde hon inte sina tvivel utan uttalade dem öppet. Maria tackade henne för hennes ärlighet och gav henne land som gåva. 
Frideswide Strelley deltog i Marias begravning 1558. Hon avled 1565. 